# Tieboersschrans

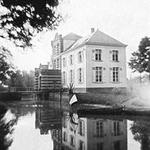
Zijaanzicht 19de eeuw

De oorspronkelijke Tieboersschrans, ook gekend als kasteel Tibourschrans en 't Hofke, was een landgoed in Lillo, nu gelegen in de Vlaamse gemeente Nijlen. Het bestond uit een schranshoeve met landerijen. Sedert 1972 is het een openbaar park genaamd Tibourschrans met aan de ingang het gebouw van de gemeentelijk academie voor beeldende kunsten en verder een speeltuin en weide.

## Geschiedenis
De locatie ontstond als een hoeve met bijbehorende landerijen. De eerst gekende eigenaar was Gommaar Maes die het eigendom op 7 juni 1636 verkocht aan Peter Van den Bulcke, schepen en kerkmeester van Nijlen. Het eigendom werd omschreven als ene schoone hoeve met huysinghen, schuere, stallinghe, bornput, waegenhuys ende andere edificien, metten lande daeraene geleghen, salvo justo 10 bunder, onder den dorpe van Nylen.
Op 16 september 1637 liet eigenaar Peter Van den Bulcke (Kessel, 1591 - 1652) al zijn bezittingen over aan zijn echtgenote Anna de Backer. Na zijn overlijden hertrouwde Anna nog in hetzelfde jaar met Marcelis Tieboers van Antwerpen. Na haar overlijden omstreeks 1657 werd Marcelis Tieboers (? - 1691) eigenaar en vormde hij de hoeve om tot een landhuis met gracht. Vanaf dan ontstaat de naam Tieboersschrans, waarbij schrans verwijst naar een kasteel of naar de verdedigingsstructuur. In 1699 verblijven zijn dochter Joanna Isabella Tibours (? - 1723) en haar echtgenote Jonker Zeger Bernars Elseners (? - Antwerpen, 1717), kapitein van paarden, nog in Nijlen.
Vanaf 1750 was Meester Jan Baptist Van Ballaer, een licentiaat medicijnen, de eigenaar. Tot 1811 werd de schrans verhuurt aan verschillende families. Via de dochter van de Meester, Joanna Maria Van Ballaer en haar echtgenoot dokter Joannes Jacobus, kwam het eigendom in de handen van de familie de Ram. 
Na het overlijden van Joannes Jacobus de Ram in 1855 en het eerder overlijden van zijn zoon dokter Joannes Baptista de Ram kwam het landgoed in het bezit van kleinzoon Pierre François Xavier de Ram (1804-1865), de eerste rector magnificus van de heropgerichte Katholieke Universiteit Leuven en de Katholieke Universiteit van Mechelen. Hij erfde de schrans en 24,5 ha grond nadat hij een jaar eerder al de monumentale brug en toren had herbouwd. Na zijn overlijden kwam het goed in handen van Emmanuel de Ram die ze overliet aan zijn broer Jan Baptiste en bij diens overlijden werd zijn dochter Delphine de Bien-de Ram eigenaar. Via Helena de Bien kwam het in handen van Alfred Van Bever-de Bien.
Tussen 29 april 1883 en hun vertrek naar Brugge op 10 oktober 1911, woonde de Nederlandse familie Van Ek op 't Hofke. Het domein stond van september 1910 openbaar te koop met vermelding in meerdere kranten als: Domein Tibourschrans - Openbare verkoop van het schoon en welgelegen Kasteel Tibourschrans. De verkoop bestond uit het kasteel op 3ha, 3a en 35ca met stal, remisiën, tuinhuisje, vijver, lust- en moeshoven. Verder werden nog 3 huizen en 30 landelijke loten verkocht. De gronden met meerdere percelen werden omschreven als: Schranse velden, Keyzersbemden, Vloeten, Willebrughse Velden, Hoekschevelden en Hulste velden. 
Een aangrenzende grond behoorde in 1910 nog aan mejuffrouw Maria de Ram.
Na de Eerste Wereldoorlog, in november 1929, arriveerde de nieuwe eigenaar Karel De Coninck van Geel op de Tieboersschrans. Hij verkocht het midden jaren 1930 aan Charley Gilliot. Bij herstellingswerken aan de monumentale ingangspoort en de toren stortte het gebouw in, waarna besloten werd om het gebouw af te breken.

## Moderne tijd
In 1969 kocht de gemeente Nijlen het zowat vier hectare grote landgoed aan de Tibourstraat 10. Sedert 1972 is het ingericht als publiek park Tibourschrans met een groot grasveld en de speeltuin 't Hofke met speeltoestellen voor verschillende leeftijden. Het is ook de locatie van de gemeentelijke academie voor beeldende kunsten. Tussen 2009 en 2022 was het de locatie van de Tibourfeesten.